# Augusto Trujillo Arango
Augusto Trujillo Arango (ur. 5 sierpnia 1922 w Santa Rosa de Cabal, zm. 24 lutego 2007 w Manizales) – kolumbijski duchowny rzymskokatolicki, biskup Jericó i arcybiskup Tunji.

## Biografia
6 sierpnia 1945 otrzymał święcenia prezbiteriatu i został kapłanem diecezji Manizales.
25 kwietnia 1957 papież Pius XII mianował go biskupem pomocniczym archidiecezji Manizales oraz biskupem tytularnym nisyruskim. 9 czerwca 1957 przyjął sakrę biskupią z rąk arcybiskupa Manizales Luisa Conchy Córdoby. Współkonsekratorami byli biskup Sonsónu Alberto Uribe Urdaneta oraz biskup pomocniczy popayáński Raúl Zambrano Camader.
31 marca 1960 papież Jan XXIII mianował go biskupem Jericó. Jako ojciec soborowy wziął udział soborze watykańskim II (z wyjątkiem IV sesji).
20 lutego 1970 papież Paweł VI awansował go na arcybiskupa Tunji. Był nim do 2 lutego 1998, gdy przeszedł na emeryturę. Zmarł 24 lutego 2007.